# Felicia Jitianu
Felicia Jitianu (* 16. Januar 1954 in Podoleni, Kreis Neamț als Felicia Afrăsiloaie) ist eine ehemalige rumänische Ruderin.

## Biografie
Felicia Jitianu begann im Alter von 19 Jahren mit dem Rudern und gehörte nach wenigen Monaten bereits zum Nationalkader. Bereits 1975 nahm sie mit dem rumänischen Doppelvierer mit Steuerfrau an den Weltmeisterschaften in Nottingham teil, wo das Boot den fünften Platz belegte.
Bei den Olympischen Sommerspielen 1976 in Montreal standen erstmals Wettbewerbe im Frauenrudern auf dem Programm. Jitianu war Teil der rumänischen Crew, die in der Regatta mit dem Doppelvierer antrat. Im Vorlauf belegten die Rumäninnen den zweiten Platz hinter dem Boot aus der Sowjetunion. Mit einem Sieg im Hoffnungslauf qualifizierten sie sich für das Finale. Das Finale gewann das Boot aus der DDR mit zweieinhalb Sekunden Vorsprung vor der sowjetischen Crew, 0,27 Sekunden dahinter erruderte das rumänische Boot mit Felicia Jitianu, Ioana Tudoran, Maria Micșa, Elisabeta Lazăr und Elena Giurcă die Bronzemedaille.
Ein Jahr später konnten Jitianu, Micșa und Steuerfrau Giurcă mit Aneta Marin und Veronica Juganaru bei den Weltmeisterschaften in Amsterdam in der gleichen Bootsklasse die Silbermedaille gewinnen.
1978 beendete Jitianu ihre Karriere aufgrund eines Autounfalls.